# Banu Yas
I Banū Yās (Arabo  بَنُو ياس ) è una confederazione tribale di origine centro-arabica, stanziatasi poi negli attuali Emirati Arabi Uniti. Costituì una coalizione con varie altre tribù della regione. La coalizione tribale, che consiste di tribù, da Dubai a Khawr al-Udayd (SE del Qatar), fu chiamata "dei Banū Yās".
La tribù è stata guidata dai suoi capitribù, la famiglia Al Nahyan, che aveva il loro quartier generale ad al-Dhafra (oggi a Madīnat Dubay). La famiglia regnante degli Emirati Arabi Uniti e di Abu Dhabi, l'Āl Nahyān, che è una branca dell'Āl Falāḥī, proviene da questa tribù, che governa, così come fanno gli Emiri di Dubai, l'Āl Maktūm, che è una branca dell'Āl Falasī.
I Banū Yās hanno avuto stretti legami con la tribù dei Dhawāhir, che tradizionalmente erano in contrasto coi Naʿīm e i Banū Kaʿb nell'Oasi di al-Buraymi.

## Branche
I Banū Yās contano numerose sottotribù, tra cui:
1. Āl Falāḥī (Āl Bū Falāḥ: Arabo آل بو فَلاح). L'Āl Naḥyān fa parte dell'Āl Falāḥī
2. Āl Falāsī (Āl Bū Falāsa: Arabo آل بو فَلاسة). L'Āl Maktūm fa parte dell'Āl Falāsī
3. al-ʿOteyba (al-ʿOteybāt: Arabo ﺍﻟﻌﻄﻴﺒﻲ)
4. al-Suwaydī (al-Sūdān: Arabo السودان)
5. al-Manāṣir (Arabo المناصير)
6. al-Mazārīʿ (Arabo المزاريع )
7. al-Hamilī (al-Hawāmil: Arabo الهوامل)
8. al-Mahīrī (Āl Bū Mahīr: Arabo آل بو مهير )
9. al-Rumaythī (al-Rumaythāt: Arabo الرميثات)
10. al-Marar (Arabo المرر)
11. al-Muḥaribī (Āl Muḥariba: Arabo المحاربة)
12. al-Qubaysī (al-Qubaysāt: Arabo القبيسات)
13. al-Qumzī (al-Qamzān: Arabo القمزان)
14. al-Sibāys (Arabo السبايس), parte dell'Āl Bū Mahīr
15. al-Ḥumayrī (Al Bū Ḥumayr: Arabo آل بو ﺣﻤﻴﺮ)
16. al-Amemmī (Āl Bū Amīm: Arabo آل بو ﺍﻣﻴﻢ)